# 阿布·奥戈戈
阿比莫華·塔法德瓦·"阿布"·奥戈戈（Abumere Tafadzwa "Abu" Ogogo；1989年1月3日—），是一名英格蘭足球運動員，司職中場、後衛，曾效力阿仙奴，現效力杜根咸。

他具有加納血統。

## 球會生涯
奧高高開始他的職業生涯時是一名前鋒，14歲加盟阿仙奴，在2006-07年青年足總杯，阿仙奴進入決賽。在此期間，阿仙奴轉換奧高高從中場到右後衛。2007年9月，他簽署了一份為期兩年的職業合同。他在預備隊保持有規律，也在聯賽杯比賽有兩次坐在板凳。
2008年11月，他被租借到班列特一個月。他在2008年11月15日在主場0-4慘敗諾茨郡做他的首演，後來他延長租借一個月至翌年一月，再後來延長到賽季結束。他在班列特以災難性的方式結束，因為他在賽季的最後一場比賽對維爾港手球被罰下場。 他一共9次出場，入了1球。2009年5月，阿仙奴正式和他解約。

### 杜根咸
2009年6月，他簽約英格蘭足球乙級聯賽杜根咸為期兩年的合同。2010年8月，他續約兩年。

## 榮譽
杜根咸
英格蘭足球乙級聯賽升級賽贏家: 2009–10

## 外部連結
- （英文） 足球数据库：Abu Ogogo的球员统计数据

- 足球数据库：阿布·奥戈戈的球员统计数据